# Llista de monedes del món
Llista de noms de monedes d'arreu del món en ordre alfabètic i estats i territoris als quals pertanyen (entre parèntesis, el codi ISO 4217 de classificació de la moneda).

## A-C
- Afgani - Afganistan - (AFN)
- Ariary - Madagascar - (MGA)
- Baht - Tailàndia - (THB)
- Balboa - Panamà (per als bitllets és usat el dòlar dels Estats Units) - (PAB)
- Birr - Etiòpia - (ETB)
- Bolívar - Veneçuela - (VEF)
- Boliviano - Bolívia - (BOB)
- Cedi - Ghana - (GHS)
- Colón
  - Colón costa-riqueny - Costa Rica - (CRC)
  - Colón salvadorenc - El Salvador (obsolet, actualment substituït pel dòlar dels Estats Units)
- Córdoba - Nicaragua - (NIO)
- Corona
  - Corona danesa (Krone) - Dinamarca, Groenlàndia - (DKK)
  - Corona eslovaca (Koruna) - Eslovàquia - (SKK) (obsoleta, actualment substituïda per l'euro)
  - Corona estoniana (Kroon) - Estònia - (EEK) (obsoleta, actualment substituïda per l'euro)
  - Corona feroesa (Króna) - illes Fèroe (de fet és una emissió especial de la corona danesa per a les Fèroe) - (DKK)
  - Corona islandesa (Króna) - Islàndia - (ISK)
  - Corona noruega (Krone) - Noruega - (NOK)
  - Corona sueca (Krona) - Suècia - (SEK)
  - Corona txeca (Koruna) - República Txeca - (CZK)

## D-E
- Dalasi - Gàmbia - (GMD)
- Denar - Macedònia del Nord - (MKD)
- Dinar
  - Dinar algerià - Algèria - (DZD)
  - Dinar de Bahrain - Bahrain - (BHD)
  - Dinar iraquià - Iraq - (IQD)
  - Dinar jordà - Jordània, Palestina - (JOD)
  - Dinar kuwaitià - Kuwait - (KWD)
  - Dinar libi - Líbia - (LYD)
  - Dinar tunisià - Tunísia - (TND)
  - Dinar serbi - Sèrbia - (RSD)
  - Dinar sudanès - Sudan (obsolet, actualment substituït per la lliura sudanesa)
  - Dinar iranià - Iran (el dinar és una subdivisió del rial iranià) - (IRR)
- Dírham
  - Dírham dels Emirats Àrabs Units - Emirats Àrabs Units - (AED)
  - Dírham marroquí - Marroc - (MAD)
- Dobra - São Tomé i Príncipe - (STD)
- Dòlar
  - Dòlar australià - Austràlia; també usat a l'illa Christmas, les illes Cocos (Keeling), les illes Heard i McDonald, l'illa Norfolk, Kiribati, Nauru i Tuvalu - (AUD)
  - Dòlar de les Bahames - Bahames - (BSD)
  - Dòlar de Barbados - Barbados - (BBD)
  - Dòlar de Belize - Belize - (BZD)
  - Dòlar de les Bermudes - Bermudes - (BMD)
  - Dòlar de Brunei - Brunei - (BND)
  - Dòlar de les illes Caiman - Illes Caiman - (KYD)
  - Dòlar canadenc - Canadà - (CAD)
  - Dòlar del Carib Oriental - Anguilla, Antigua i Barbuda, Dominica, Grenada, Montserrat, Saint Kitts i Nevis, Saint Lucia i Saint Vincent i les Grenadines - (XCD)
  - Dòlar dels Estats Units - Estats Units d'Amèrica; també usat en diversos altres països, incloent-hi l'Equador, Panamà i El Salvador, igual com en molts dels estats que van pertànyer al Fideïcomís de les Illes del Pacífic - (USD)
  - Dòlar fijià - Fiji - (FJD)
  - Dòlar de Guyana - Guyana - (GYD)
  - Dòlar de Hong Kong - Hong Kong - (HKD)
  - Dòlar jamaicà - Jamaica - (JMD)
  - Dòlar liberià - Libèria - (LRD)
  - Dòlar namibià - Namíbia - (NAD)
  - Dòlar neozelandès - Nova Zelanda - (NZD)
  - Dòlar de Salomó - Salomó - (SBD)
  - Dòlar de Singapur - Singapur - (SGD)
  - Dòlar de Surinam - Surinam - (SRD)
  - Dòlar taiwanès - Taiwan - (TWD)
  - Dòlar de Trinitat i Tobago - Trinitat i Tobago - (TTD)
  - Dòlar de Tuvalu - Tuvalu (de fet és una emissió especial per a Tuvalu del dòlar australià) - (AUD)
  - Dòlar zimbabwès - Zimbàbue - (ZWL)
- Dong - Vietnam - (VND)
- Dracma - Grècia (obsoleta, actualment substituïda per l'euro)
- Dram - Armènia - (AMD)
- Escut
  - Escut de Cap Verd - Cap Verd - (CVE)
  - Escut portuguès - Portugal (obsolet, actualment substituït per l'euro)
- Euro - (EUR) 
  - Unió Europea (en tant que organització; l'euro no és una moneda de curs legal a tots els estats de la UE)
  - Membres de la UE que usen l'euro: Alemanya, Àustria, Bèlgica, Eslovàquia, Eslovènia, Espanya, Estònia, Finlàndia, França (excepte els territoris del Pacífic, que usen el franc CFP), Grècia, Irlanda, Itàlia, Letònia, Luxemburg, Malta, Països Baixos, Portugal i Xipre
  - Estats i territoris que han fet acords legals amb la UE per tal d'usar l'euro: Andorra, Mònaco, Saint-Pierre i Miquelon, San Marino i el Vaticà
  - Estats i territoris que unilateralment han decidit usar l'euro: Akrotiri i Dekélia, Kosovo i Montenegro.
  - Monedes amb la taxa de canvi lligada a l'euro: la corona danesa, l'escut de Cap Verd, el franc CFA, el franc CFP, el franc de les Comores, el lev de Bulgària, i el marc convertible de Bòsnia i Hercegovina.

## F-K
- Florí
  - Florí de les Antilles Neerlandeses - Antilles Neerlandeses - (ANG)
  - Florí d'Aruba - Aruba - (AWG)
  - Florí neerlandès - Països Baixos (obsolet, actualment substituït per l'euro)
  - Florí de Surinam - Surinam (obsolet, actualment substituït pel dòlar de Surinam)
- Fòrint - Hongria - (HUF)
- Franc
  - Franc de Burundi - Burundi - (BIF)
  - Franc CFA de l'Àfrica Central - Camerun, República Centreafricana, Congo, Gabon, Guinea Equatorial, Txad - (XAF)
  - Franc CFA de l'Àfrica Occidental - Benín, Burkina Faso, Costa d'Ivori, Guinea Bissau, Mali, Níger, Senegal, Togo - (XOF)
  - Franc CFP - als territoris francesos del Pacífic de Nova Caledònia, Polinèsia Francesa i Wallis i Futuna - (XPF)
  - Franc de les Comores - Comores (amb el canvi fix respecte al franc francès, i posteriorment amb l'euro) - (KMF)
  - Franc congolès - República Democràtica del Congo - (CDF)
  - Franc de Djibouti - Djibouti (amb el canvi fix repecte al dòlar EUA des del 1973) - (DJF)
  - Franc guineà - Guinea - (GNF)
  - Franc malgaix - Madagascar (obsolet, actualment substituït per l'ariary)
  - Franc ruandès - Ruanda - (RWF)
  - Franc suís - Suïssa, Liechtenstein - (CHF)
  - Estats que usaven el franc francès, actualment substituït per l'euro: Andorra, Mònaco (la casa de la moneda de França també encunyava peces de franc monegasc amb l'efígie del príncep de Mònaco, però no bitllets), França (incloent-hi la Guaiana Francesa, Guadeloupe, Martinica, la Reunió, Saint-Pierre i Miquelon i Mayotte)
  - Estats que usaven el franc belga i el franc luxemburguès, actualment substituïts per l'euro: Bèlgica, Luxemburg (els francs belgues i els luxemburguesos eren equivalents i de curs legal a tots dos estats)
- Gourde - Haití - (HTG)
- Guaraní - Paraguai - (PYG)
- Hrívnia - Ucraïna - (UAH)
- Ien - Japó - (JPY)
- Iuan - vegeu Renminbi
- Kina - Papua Nova Guinea - (PGK)
- Kip - Laos - (LAK)
- Kuna - Croàcia - (HRK)
- Kwacha
  - Kwacha malawià - Malawi - (MWK)
  - Kwacha zambià - Zàmbia - (ZMK)
- Kwanza - Angola - (AOA)
- Kyat - Myanmar - (MMK)

## L-M
- Lari - Geòrgia - (GEL)
- Lats - Letònia - (LVL) (obsolet, actualment substituït per l'euro)
- Lek - Albània - (ALL)
- Lempira - Hondures - (HNL)
- Leone - Sierra Leone - (SLL)
- Leu moldau - Moldàvia - (MDL)
- Leu romanès - Romania - (RON)
- Lev - Bulgària - (BGN)
- Lilangeni - Swazilàndia - (SZL)
- Lira
  - Lira italiana - Itàlia (obsoleta, actualment substituïda per l'euro)
  - Lira maltesa - Malta (obsoleta, actualment substituïda per l'euro)
  - Lira de San Marino - San Marino (obsoleta, actualment substituïda per l'euro)
  - Lira turca - Turquia - (TRY)
  - Lira vaticana - Vaticà (obsoleta, actualment substituïda per l'euro)
  - Lira xipriota - vegeu Lira xipriota
- Litas - Lituània - (LTL)
- Lliura
  - Lliura egípcia - Egipte - (EGP)
  - Lliura esterlina - Regne Unit - (GBP)
  - Lliura de Gibraltar - Gibraltar - (GIP)
  - Lliura de Guernsey - Guernsey - (GGP)
  - Lliura irlandesa - Irlanda (obsoleta, actualment substituïda per l'euro)
  - Lliura israeliana - Israel (obsoleta, substituïda pel xéquel i posteriorment pel nou xéquel)
  - Lliura de Jersey - Jersey - (JEP)
  - Lliura libanesa - Líban - (LBP)
  - Lliura maltesa - vegeu Lira maltesa
  - Lliura de les Malvines - Illes Malvines - (FKP)
  - Lliura de l'illa de Man - Illa de Man - (IMP)
  - Lliura de Santa Helena - Santa Helena - (SHP)
  - Lliura síria - Síria - (SYP)
  - Lliura sudanesa - Sudan - (SDG)
  - Lliura sud-sudanesa - Sudan del Sud - (SSP)
  - Lliura xipriota - Xipre (obsoleta, actualment substituïda per l'euro)
- Loti - Lesotho - (LSL)
- Manat
  - Manat azerbaidjanès - Azerbaidjan - (AZN)
  - Manat turcman - Turkmenistan - (TMT)
- Marc
  - Marc alemany (Deutsche Mark) - Alemanya (obsolet, actualment substituït per l'euro)
  - Marc convertible - Bòsnia i Hercegovina - (BAM)
  - Marc finlandès (Markka) - Finlàndia (obsolet, actualment substituït per l'euro)
- Metical - Moçambic - (MZN)

## N-S
- Naira - Nigèria - (NGN)
- Nakfa - Eritrea - (ERN)
- Ngultrum - Bhutan - (BTN)
- Ouguiya - Mauritània - (MRO)
- Pa‘anga - Tonga - (TOP)
- Pataca - Macau - (MOP)
- Peso
  - Peso argentí - Argentina - (ARS)
  - Peso colombià - Colòmbia - (COP)
  - Peso convertible cubà - Cuba - (CUC)
  - Peso cubà - Cuba - (CUP)
  - Peso dominicà - República Dominicana - (DOP)
  - Peso filipí - Filipines - (PHP)
  - Peso mexicà - Mèxic - (MXN)
  - Peso uruguaià - Uruguai - (UYU)
  - Peso xilè - Xile - (CLP)
- Pesseta - Andorra, Espanya (obsoleta, actualment substituïda per l'euro)
- Pula - Botswana - (BWP)
- Quetzal - Guatemala - (GTQ)
- Rand - Sud-àfrica - (ZAR)
- Real - Brasil - (BRL)
- Renminbi - República Popular de la Xina - (CNY)
- Rial
  - Rial iemenita - Iemen - (YER)
  - Rial iranià - Iran - (IRR)
  - Rial omanita - Oman - (OMR)
- Riel - Cambodja - (KHR)
- Ringgit - Malàisia - (MYR)
- Riyal
  - Riyal de Qatar - Qatar - (QAR)
  - Riyal saudita - Aràbia Saudita - (SAR)
- Ruble
  - Ruble belarús - Belarús - (BYR)
  - Ruble rus - Rússia - (RUB)
  - Ruble de Transnístria - Transnístria
- Rupia
  - Rupia índia - Índia - (INR)
  - Rupia indonèsia (Rupiah) - Indonèsia - (IDR)
  - Rupia de les Maldives (Rufiyah) - Maldives - (MVR)
  - Rupia de Maurici - Maurici - (MUR)
  - Rupia nepalesa - Nepal - (NPR)
  - Rupia pakistanesa - Pakistan - (PKR)
  - Rupia de les Seychelles - Seychelles - (SCR)
  - Rupia de Sri Lanka - Sri Lanka - (LKR)
- Sol - Perú - (PEN)
- Som
  - Som kirguís - Kirguizstan - (KGS)
  - Som uzbek - Uzbekistan - (UZS)
- Somoni - Tadjikistan - (TJS)
- Sucre - Equador - (obsolet, actualment substituït pel dòlar dels Estats Units)

## T-Z
- Taka - Bangladesh - (BDT)
- Tala - Samoa - (WST)
- Tenge - Kazakhstan - (KZT)
- Tögrög - Mongòlia - (MNT)
- Tolar - Eslovènia (obsolet, actualment substituït per l'euro)
- Vatu - Vanuatu - (VUV)
- Won
  - Won nord-coreà - Corea del Nord - (KPW)
  - Won sud-coreà - Corea del Sud - (KRW)
- Xéquel
  - Nou xéquel israelià - Israel, Cisjordània, Franja de Gaza - (ILS)
- Xíling
  - Xíling austríac (Schilling) - Àustria (obsolet, actualment substituït per l'euro)
  - Xíling kenyà - Kenya - (KES)
  - Xíling somali - Somàlia - (SOS)
  - Xíling de Somalilàndia - Somalilàndia
  - Xíling tanzà - Tanzània - (TZS)
  - Xíling ugandès - Uganda - (UGX)
- Zaire - República Democràtica del Congo (obsolet, actualment substituït pel franc congolès)
- Złoty - Polònia - (PLN)

## Símbols de les monedes
Els diferents símbols de les monedes han quedat obsolets arran de l'entrada en vigor del codi ISO 4217.
- ¤ - moneda genèrica (usat quan el símbol concret no està disponible)
- ฿ - baht - Tailàndia
- ₵ - cedi - Ghana
- ¢ - cèntim i subdivisions equivalents, com ara els centaus, cents, centésimos, etc.
- ₡ - colón - Costa Rica, El Salvador
- ₢ - cruzeiro (antiga moneda del Brasil)
- ₠ - ecu (substituït per l'euro)
- $ - dòlar; usat també per a altres monedes com el peso, i anteriorment per a l'escut portuguès (substituït per l'euro)
- ₫ - dong - Vietnam
- ₯ - dracma - Grècia (substituïda per l'euro)
- € - euro - estats de la Unió Europea pertanyents a la zona euro (més altres estats com Andorra, Kosovo, Mònaco, Montenegro, San Marino o el Vaticà)
- ƒ - florí neerlandès - Països Baixos (substituït per l'euro)
- ₣ - franc francès - França i dependències, Andorra, Mònaco (substituït per l'euro); s'acostumava a usar també el símbol FF
- ₴ - hrívnia - Ucraïna
- ¥ - ien - Japó (també usat a la República Popular de la Xina per al iuan)
- ₭ - kip - Laos
- ₤ - lira - Itàlia, San Marino, Vaticà (substituïda per l'euro); usat també per a la lliura esterlina i, anteriorment, per a la lira maltesa (substituïda per l'euro)
- £ - lliura - Egipte, Líban, Regne Unit i dependències, Síria i, anteriorment, Xipre (substituïda per l'euro); també usat per a la lira
- ₥ - mill - Estats Units (1/10 cent)
- ₦ - naira - Nigèria
- ₱ - peso filipí - Filipines
- ₧ - pesseta - Espanya, Andorra (substituïda per l'euro); s'acostumava a usar també el símbol PTS
- ₰ - pfennig o penic - Alemanya (subdivisió del marc alemany, substituït per l'euro)
- ៛ - riel - Cambodja
- ₨ - rupia - Índia, Indonèsia, Maldives, Maurici, Nepal, Pakistan, Sri Lanka
- ৲ / ৳ - rupia bengalí (antiga moneda índia)
- ₮ - tögrög - Mongòlia
- ₩ - won - Corea del Nord, Corea del Sud
- ₪ - nou xéquel - Israel